# Wunjo

Wunjo

Wunjo (ᚹ) ist die achte Rune des älteren Futhark mit dem Lautwert w und fehlt im altnordischen Runenalphabet.
Der rekonstruierte urgermanische Name bedeutet „Wonne“. Er erscheint in den Runengedichten als altenglisch wynn bzw. gotisch winne.

## Entwicklung und Varianten
Der lateinische Buchstabe Wen (Ƿ ƿ), der im Altenglischen vor der Einführung der Ligatur W für den Lautwert /w/ verwendet wurde, geht auf diese Rune zurück. Im Altnordischen wurden mit dem leicht abgewandelten Zeichen Vend (Ꝩ ꝩ) die Laute /u/, /v/ und /w/ dargestellt.

## Zeichenkodierung
| Standard  | Standard    | Wunjo (ᚹ)                 | Buchstabe Wynn (ƿ) | Großbuchstabe Wynn (Ƿ)    | Großbuchstabe Vend (Ꝩ)    | Kleinbuchstabe Vend (ꝩ) |
| --------- | ----------- | ------------------------- | ------------------ | ------------------------- | ------------------------- | ----------------------- |
| Unicode   | Codepoint   | U+16B9                    | U+01BF             | U+01F7                    | U+A768                    | U+A769                  |
| Unicode   | Name        | RUNIC LETTER WUNJO WYNN W | LATIN LETTER WYNN  | LATIN CAPITAL LETTER WYNN | LATIN CAPITAL LETTER VEND | LATIN SMALL LETTER VEND |
| UTF-8     | UTF-8       | E1 9A B9                  | C6 BF              | C7 B7                     | EA 9D A8                  | EA 9D A9                |
| XML/XHTML | dezimal     | &#5817;                   | &#447;             | &#503;                    | &#42856;                  | &#42857;                |
| XML/XHTML | hexadezimal | &#x16B9;                  | &#x01BF;           | &#x01F7;                  | &#xA768;                  | &#xA769;                |